# AirPlay
AirPlay è una suite di protocolli sviluppata dalla Apple Inc. per la trasmissione in streaming di contenuti multimediali tramite wireless. Originariamente disponibile solamente per l'audio con il nome di AirTunes, è stato introdotto dalla versione 4.2 di iOS. Inizialmente compatibile solamente con iTunes, poi il protocollo è stato esteso ad applicazioni di terze parti.

## Implementazione

Precedente logo di AirPlay

Ci sono due tipi di dispositivi AirPlay, quelli che inviano il contenuto e quelli che sono in grado di riceverlo e riprodurlo.

### Trasmittente
I dispositivi AirPlay che sono in grado di trasmettere sono i Mac che dispongono di iTunes e i dispositivi iOS come iPhone, iPod e iPad con iOS 4.2 o versioni successive. OS X Mountain Lion supporta lo sdoppiamento del display attraverso AirPlay.
Da iOS 4.3, le applicazioni di terze parti possono inviare contenuti audio e video attraverso AirPlay. L'applicazione Remote di iTunes può essere utilizzata da un dispositivo iOS per controllare la riproduzione musicale sul Mac e sul PC.

### Ricevente
I dispositivi AirPlay che sono in grado di ricevere sono AirPort Express, Apple TV e altoparlanti di terze parti.